# Gerhard Fieseler
Gerhard Fieseler (15 avril 1896 à Glesch, province de Rhénanie - 1er septembre 1987 à Cassel, Allemagne) est un as de l'aviation allemand de la Première Guerre mondiale. Il devint plus tard industriel, fonda la société qui portait son nom (Fieseler) et construisit pendant la Seconde Guerre mondiale des avions (dont Storch) et des missiles.

## Sa vie

### Le pilote de combat
Fieseler est né à Glesch où son père August originaire de Coblence était typographe. Le nom de jeune fille de sa mère Katharina était Marx. Il passa sa jeunesse à Bonn dès ses 6 ans dans l’imprimerie de son père. Il était passionné d’aviation et construisit très tôt de nombreuses maquettes d’avions. Au début de la Première Guerre mondiale, Fieseler se porta volontaire pour aider sur les bases aériennes de Berlin-Johannisthal et de Butzweilerhof (de) près de Cologne mais fut refusé. Par manque de pilotes, il fut cependant accepté en 1915 pour faire son service militaire dans l’aviation mais il fut victime d’un accident aérien au cours de l’entraînement et si sévèrement blessé qu’il ne quitta l’hôpital qu’en février 1916. Il fut muté au régiment d’aviateurs (Fliegerabteilung) 243 en octobre 1916 et plus tard au régiment d’aviateurs 43. Après avoir subi une conversion sur avion monoplace, il fut affecté en mai 1917 à l’escadrille de chasseurs (Jagdstaffel) JASTA 25 en Macédoine. Il remporta sa première victoire en combat aérien le 20 août 1917 contre un Nieuport 17 au sud de Prilep, il accumula 18 autres victoires au cours de la guerre.

### Le pilote de voltige
Le traité de Versailles stipulait des restrictions draconiennes pour l’aéronautique à l’Allemagne de la République de Weimar jusqu’en 1922, dont une interdiction de voler. La construction et la possession d'avions à moteurs étaient interdites. Après la guerre, Fieseler possédait une petite imprimerie à Eschweiler qu’il ferma en 1926. Il alla travailler à Cassel comme pilote instructeur chez le constructeur aéronautique Raab-Katzenstein (de). Dès la levée des interdictions, il connut un certain succès comme pilote de voltige aérienne, comme nombre de ses anciens camarades. En 1928, il développa son propre avion qui fut construit chez Raab-Katzenstein et baptisé Fieseler F1 (de). À la suite de la faillite de Raab-Katzenstein, Fieseler s’acheta (avec le petit pécule gagné grâce à ses démonstrations de voltige) la société de construction de planeurs Segelflugzeugbau Kassel qu’il rebaptisa le 1er avril 1930 Fieseler Flugzeugbau (puis plus tard Gerhard-Fieseler-Werke-GmbH). Lors d’une manifestation organisée à Paris en 1934, Gerhard Fieseler remporta aux commandes de son tout nouveau Fieseler Fi 2 (en) "Tiger" le titre de champion du monde de voltige aérienne. Après ce succès et cette compétition au cours de laquelle deux de ses concurrents perdirent la vie, Fieseler abandonna la voltige aérienne. Une figure aérienne a reçu son nom en son honneur.

### L’entrepreneur industriel
Sa qualité de membre du parti nazi NSDAP fit attribuer à son usine des commandes importantes pour l’effort de guerre du Troisième Reich et le réarmement de la Luftwaffe. Son plus célèbre appareil fut le Fieseler Fi 156 Storch (cigogne). Ses excellentes qualités ADAC lui firent remporter l'appel d'offres de la Luftwaffe qui avait besoin d’un appareil de reconnaissance. Il fut construit en 2 549 exemplaires jusqu’à la fin de la guerre.
Autres avions construits sous licence par Fieseler :
- Messerschmitt Bf 109, notamment le modèle Bf 109 T à ailes rabattables uniquement produit chez Fieseler. Il devait être mis en œuvre sur le porte-avions Graf Zeppelin qui ne fut jamais terminé.
- Focke-Wulf Fw 190
- Fieseler F 5 (en), avion de compétition et d’entraînement
- Fieseler Fi 98, biplan de combat
- Fieseler Fi 167, bombardier lance-torpilles, reconnaissance
- Fieseler Fi-103, bombe volante plus connue sous l’abréviation V1 –le V ne signifiant pas ici Versuch (prototype) mais Vergeltungswaffe (arme de représailles)– développée chez Fieseler et fabriquée par 50 autres sociétés.

Gerhard Fieseler est démis de son poste de directeur des usines Fieseler le 29 mars 1944 car celles-ci ne pouvaient atteindre les cadences de production exigées par la Luftwaffe.
Les trois usines de Cassel employaient plus de 10 000 ouvriers (hommes et femmes) forcés, dont des milliers de Hollandais et de Français (voir STO).

## Héritage
Bien que lavé de tout soupçon de crime de guerre lors de la dénazification, Fieseler reste une figure controversée.
La fondation Gerhard-Fieseler Stiftung a été créée le 17 octobre 1980. Son but est de soutenir les institutions sociales à but non lucratif comme les clubs de sport, l’aide aux personnes âgées et l'art et la culture.